# Peter Sundberg
Peter Hans Sundberg (ur. 10 maja 1976 roku w Marbella) – szwedzki kierowca wyścigowy.

## Kariera
Sundberg rozpoczął karierę w wyścigach samochodowych w 1995 roku od startów w Hiszpańskiej Formule Renault, gdzie raz wygrywał i czterokrotnie stawał na podium. Z dorobkiem 71 punktów uplasował się na trzeciej pozycji w klasyfikacji generalnej. Rok później w tej serii był już wicemistrzem. W późniejszych latach pojawiał się także w stawce Superformula Golden Cup Italy, Europejskiego Pucharu Formuły Renault, Masters of Formula 3, Brytyjskiej Formuły 3, Włoskiej Formuły 3, Grand Prix Makau, Formuły 3 Korea Super Prix, Europejskiego Pucharu Formuły 3, Włoskiej Formuły 3000, Niemieckiej Formuły 3, Hiszpańskiej Formuły 3, Japońskiej Formuły 3, World Series by Nissan, Spanish GT Championship, Le Mans Series, FIA GT Championship, International GT Open oraz Trofeo Maserati Europe.
W World Series by Nissan Szwed wystartował w piętnastu wyścigach sezonu 2002 z ekipą RC Motorsport. Uzbierane 30 punktów dało mu 13 miejsce w końcowej klasyfikacji kierowców. Największe sukcesy Sundberg odnosił w hiszpańskiej serii samochodów GT, gdzie był mistrzem w latach 2007-2008.
W sezonie 1999 Szwed pełnił funkcję kierowcy testowego ekipy Minardi w Formule 1.